# Steven Maher
Stephen James „Steven“ Maher (* 29. November 1962 in Evanston, Illinois) ist ein ehemaliger US-amerikanischer Rennrodler.
Maher trat für insgesamt sechs Jahre im Doppelsitzer, meist mit Joe Barile, an. Er gewann drei nationale Meistertitel und nahm an den Olympischen Winterspielen 1988 im kanadischen Calgary an. Dort belegte er den 16. Rang im Doppelsitzer.
Maher besuchte die University of Illinois. Nach seiner sportlichen Karriere arbeitete er als Immobilienmakler und gründete seine eigene Firma Maher Partners, LLC.